# Heteralepas cygnus
Heteralepas cygnus är en kräftdjursart som beskrevs av Henry Augustus Pilsbry 1907. Heteralepas cygnus ingår i släktet Heteralepas och familjen Heteralepadidae. Inga underarter finns listade i Catalogue of Life.